# Margaritiferidae
Margaritiferidae é uma família de mexilhões de água doce da ordem Unionoida. As espécies que integram este género são conhecidas por mexilhões perlíferos de água doce, porque o interior das conchas dessas espécies apresentam uma espessa camada de nácar (ou madrepérola), sendo por isso capazes de produzir pérolas.

## Géneros
A família Margaritiferidae inclui os seguintes géneros:
- Cumberlandia Ortmann, 1912
- Margaritifera Schumacher, 1815
- Pseudunio Haas, 1910
- Ptychorhynchus Simpson, 1900
- Heudeana
- Margaritanopsis
- Shepmania
- Ctenodesma